# Kyūshū
Kyūshū (九州 (Cửu Châu)) là hòn đảo lớn thứ 3 trong 4 đảo chính của Nhật Bản. Kyushu nằm ở phía Tây Nam Nhật Bản. Đây là nơi sinh thành của nền văn minh Nhật Bản. Gọi là Kyushu (Cửu Châu) vì vào thời kỳ Asuka ở đây có chín tỉnh. Trước đây nó còn được gọi là Kyukoku hoặc Kukoku (九国; Cửu Quốc), Chinzei (鎮西; Trấn Tây), Saikai (西海; Tây Hải).

## Hành chính
Vùng Kyushu bao gồm bảy tỉnh: Fukuoka, Kagoshima, Kumamoto, Miyazaki, Nagasaki, Oita và Saga. Theo cách phân nước Nhật thành tám vùng địa lý, thì vùng này còn bao gồm cả tỉnh Okinawa.

## Địa lý
1. ↑  Kujū-san, Japan

Hòn đảo là vùng địa lý có nhiều đồi núi. Ngọn núi Aso, với chiều cao lên đến 1591 mét, là ngọn núi lửa hoạt động lớn nhất Nhật Bản tọa lạc tại tỉnh Kumamoto, Kyushu. Tại đây có rất nhiều dấu hiệu cho thấy sự hoạt động của các mảng kiến tạo, bao gồm vô số các suối nước nóng. Nổi tiếng nhất phải kể đến Beppu (được ví như thủ đô suối nước nóng, với lượng nước nóng đứng nhì thế giới chỉ sau Yellow Stone), quanh chân núi Aso và vùng trung tâm Kyushu. Hòn đảo này được ngăn cách với Honshu bởi eo biển Kanmon. Việc có vị trí gần với các quốc gia châu Á đã khiến Kyushu trở thành một cửa ngõ quan trọng trong giao thương quốc tế.
Tên gọi của Kyushu bắt nguồn từ chín tỉnh cũ của Sakaido nằm trên hòn đảo: Chikuzen, Chikugo, Hizen, Buzen, Bungo, Hyuga, Osumi và Satsuma

## Dân số
Kyushu chiếm 10.3% dân số Nhật Bản với hầu hết dân cư tập trung vùng Tây Bắc ở các thành phố lớn như Fukuoka và Kitakyūshū. Số còn lại sống rải rác ở các vùng phía Tây Nam như Sasebo và Nagasaki, phía Nam như Kumamoto và Kagoshima. Các vùng duyên hải miền Đông như Ōita và Miyazaki cho thấy sự giảm sút về dân số.
Kyushu còn được miêu tả như là một thành trì của Đảng Dân chủ Tự do (Nhật Bản).

### Thành phố trực thuộc
- Fukuoka (dân số: 1,588,924)
- Kitakyushu (dân số: 940,978)
- Kumamoto (dân số: 738,907)

## Kinh tế và khí hậu
Kyushu có khí hậu Cận nhiệt đới, dễ dàng nhận thấy nhất là ở Miyazaki và Kagoshima. Các sản phẩm nông nghiệp chính ở đây là Gạo,Trà,Thuốc lá,Khoai lang,Đậu nành và sản phẩm được sản xuất rộng rãi là Lụa. Hòn đảo còn nổi tiếng với các ngành làm Gốm, phải kể đến như Arita, Imari, Satsuma, và Karatsu. Ngành công nghiệp nặng được tập trung chủ yếu ở phía Bắc quanh các vùng Fukuoka, Kitakyūshū, Nagasaki, Ōita bao gồm ngành hóa chất, sản xuất oto, chất bán dẫn, sản xuất kim loại,...
Năm 2010, tỉ lệ lao động có học vấn ở khu vực này thấp nhất toàn nước Nhật, vào khoảng 88.9%.
Bên cạnh khu vực có nhiều núi lửa ở phía nam, có rất nhiều suối nước nóng bùn ở phía bắc hòn đảo, xung quanh Beppu.
Những con suối nước nóng này là địa điểm xảy ra hoạt động của các vi sinh vật ái cực, chúng tồn tại được ở môi trường cực nóng.

### Giao thông, vận tải
Đảo Kyushu được nối liền với đảo Honshu bởi đường hầm Kanmon, bao gồm đường tàu cao tốc San'yo Shinkansen, và những con tàu điện khác, cũng như đưòng oto, đường đi bộ, đường xe đạp. Cầu Kanmon cũng nối liền hòn đảo với đảo Honshu.